# Filioque

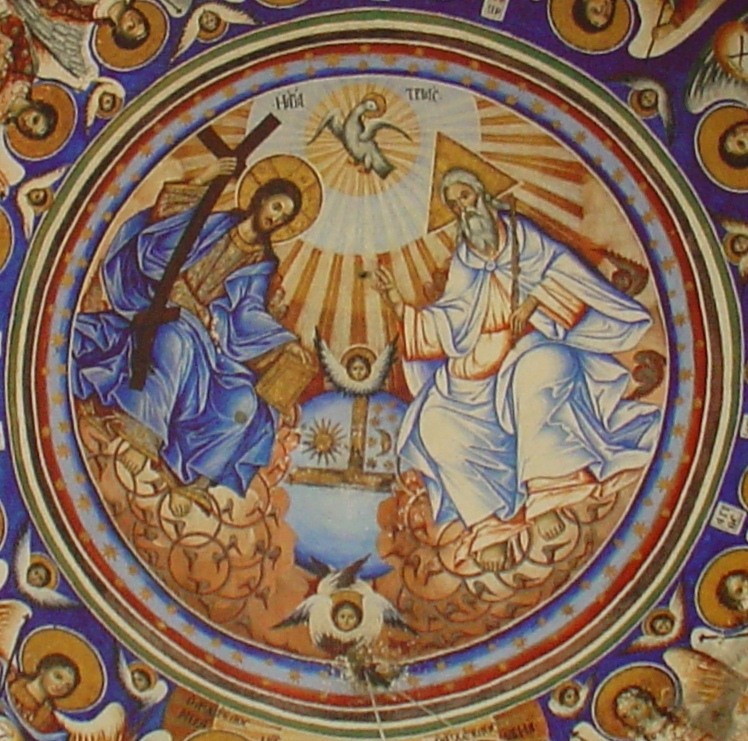
La Trinità, affresco del monastero di Vatopedi.

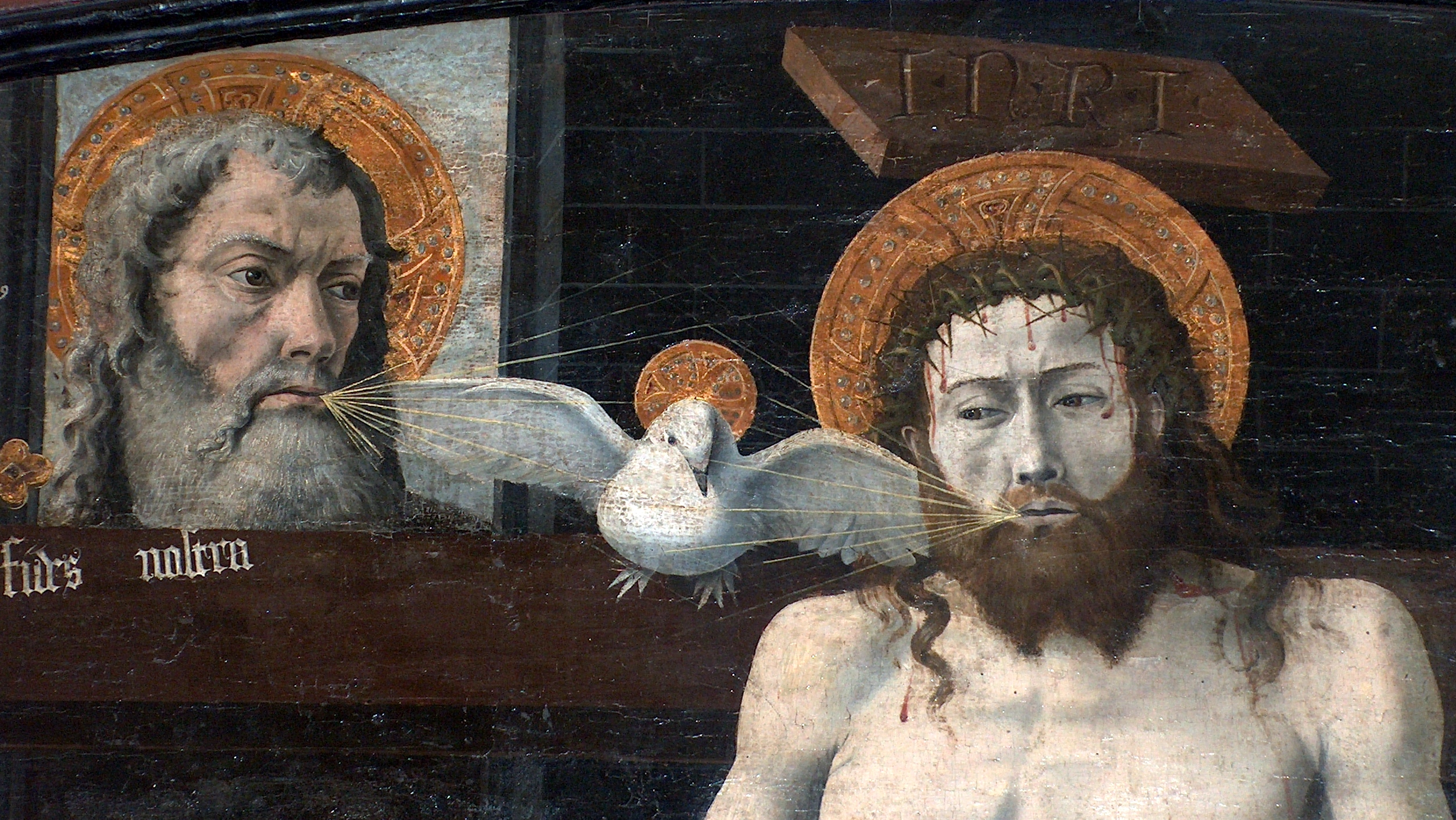
Spirazione dello Spirito Santo in una rappresentazione del 1450 circa a Boulbon (Francia), ora nel Museo del Louvre.

L'espressione latina Filioque significa "e dal Figlio". Nel contesto della frase qui ex Patre Filioque procedit ("che procede dal Padre e dal Figlio"), essa esprime la dottrina della Chiesa cattolica per la quale lo Spirito Santo proviene (procede) dal Padre e dal Figlio congiuntamente, provenienza che secondo la stessa dottrina può essere descritta anche come qui ex Patre per Filium procedit ("che procede dal Padre per mezzo del Figlio").
A tale dottrina si dà il nome di filioquismo, mentre alla dottrina contraria, secondo la quale lo Spirito Santo procede unicamente dal Padre, si dà il nome di monopatrismo.

## Dottrina

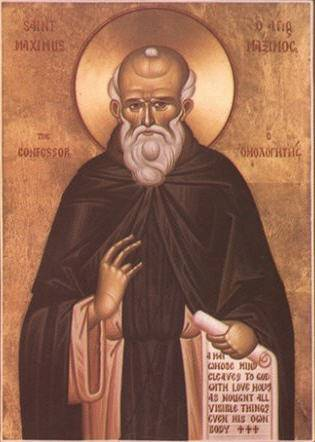
San Massimo il Confessore

La dottrina secondo la quale lo Spirito Santo procede dal Padre e dal Figlio fa parte della tradizione latina sin dal III-IV secolo. Ne danno testimonianza Tertulliano (160 circa – 220 circa), Novaziano (220 circa – 258), Ilario di Poitiers (315 circa – 367), Ambrogio da Milano (338 circa – 397), Girolamo (347–420), Agostino d'Ippona (354–430) e Fulgenzio di Ruspe (VI secolo).
Tale dottrina (che doveva più tardi essere espressa anche nel Simbolo atanasiano, probabilmente dell'anno 500 circa) è stata confessata dogmaticamente dal papa Leone I nel 447, quattro anni prima del Concilio di Calcedonia, nel quale ha avuto un ruolo decisivo il suo Tomus ad Flavianum. Nella sua Epistola XV egli infatti ha condannato la negazione da parte dei Priscilliani della distinzione tra le tre Persone della Trinità: il Padre che ha generato, il Figlio che è stato generato e lo Spirito proceduto da entrambi.
Così, quando il patriarca Paolo II di Costantinopoli, sostenitore del monotelismo, motivo per il quale il papa Teodoro I (642–649) l'aveva scomunicato nel 647, ha lanciato accuse contro Teodoro o papa Martino I (649–653) per avere espresso la tradizione latina, Massimo il Confessore ha scritto che "i romani si sono appellati alle testimonianze unanimi dei Padri latini, come pure a quella di Cirillo di Alessandria nel sacro studio che egli fece sul vangelo di san Giovanni".
Infatti, anche Cirillo di Alessandria dichiara: "Lo Spirito procede dal Padre e dal Figlio; è evidente che esso è di sostanza divina, procedendo sostanzialmente in essa e da essa."
Uno studio sulla questione aggiunge: «San Cirillo testimonia con ciò di una dottrina trinitaria comune a tutta la scuola d'Alessandria da sant'Atanasio, il quale scriveva: "Come il Figlio dice "tutto quello che il Padre possiede è mio" (Gv 16,15), così troveremo che, per mezzo del Figlio, tutto ciò è anche nello Spirito»
(Lettere a Serapione, III, 1, 33, PG 26, 625B). Epifanio di Salamina (Ancoratus, VIII, PG 43, 29C) e Didimo il Cieco (Trattato dello Spirito Santo, CLIII, PG 34, 1064A) coordinano il Padre e il Figlio con la stessa proposizione ἐκ nella comunicazione allo Spirito Santo della divinità consustanziale."
È da notare che in simili affermazioni dei Padri greci, secondo i quali lo Spirito Santo procede dal Padre e dal Figlio, si usa il verbo πρόειμι, il cui significato, come pure quello del verbo latino procedo, è più generico di quello del verbo προέρχομαι, che "può caratterizzare soltanto una relazione d'origine al principio senza principio della Trinità: il Padre", e che perciò non è mai usato in relazione alla provenienza dello Spirito Santo dal Figlio.
È il verbo προέρχομαι che viene usato per la processione dello Spirito Santo dal Padre nel testo originale greco del Credo niceno-costantinopolitano. Così la Chiesa cattolica, che dichiara corretto aggiungere "e dal Figlio" alla professione di fede in congiunzione con il verbo procedo, esclude tale aggiunta in combinazione con il verbo προέρχομαι. Perciò la versione greca del Messale romano in uso in Grecia non contiene il Filioque. Similmente i papi Pio XI, Giovanni Paolo II e Benedetto XVI hanno personalmente omesso tale frase in celebrazioni pubbliche in lingua greca.
Infatti, come dichiara il Pontificio consiglio per la promozione dell'unità dei cristiani, nella dottrina della Chiesa cattolica, "soltanto il Padre è il principio senza principio (ἀρχὴ ἄναρχος) delle due altre persone trinitarie, l'unica fonte (πηγή) e del Figlio e dello Spirito Santo. Lo Spirito Santo trae dunque la sua origine soltanto dal Padre (ἐκ μόνου τοῦ Πατρός) in modo principiale, proprio e immediato."

### I Padri Greci a fondamento della monarchia del Padre

#### I padri Cappadoci
Il fondamento patristico-teologico da parte orientale per il ripudio del Filioque ha alla base la triadologia dei Padri Cappadoci (IV secolo), Basilio Magno, il fratello minore Gregorio di Nissa, e l'amico di entrambi Gregorio di Nazianzo. Essi, che possono essere considerati il seme del trinitarismo cristiano, svilupparono una teologia trinitaria fondata sulla "monarchia" del Padre, in quanto Egli rappresenta l'unità e l'origine della Trinità e della vita divina. Nelle loro opere, il Padre è definito con termini causali quale causa (αἰτία), origine (ἀρχή), radice (ῥίζα) e fonte (πηγή) delle altre Persone Divine. Gregorio di Nazianzo è il campione della "monarchia" del Padre tra i Cappadoci al punto da farne una vera dottrina sistematica, ma anche Basilio e Gregorio di Nissa sanno essere talora espliciti allo stesso modo, specie il Nisseno. I passi controversi che, nel corso dei secoli, potrebbero o sono stati adoperati nella controversia per avallare una concezione filioquista pure embrionale, non possono essere considerati una prova indubbia che i Cappadoci fossero filioquisti, e ancor meno nel senso poi impostosi in ambito occidentale-cattolico, soprattutto poi essi non hanno mai adoperato i termini di origine causale al Figlio; su questo concordano tutti gli studiosi. Andrebbe anche osservato che la loro teologia va contestualizzata nella lotta alle eresie, quali modalismo, eunomianesimo, arianesimo, pneumatomachia; per esempio, l'insistenza della processione dello Spirito Santo dal Padre (che è Dio) inerisce alla lotta contro i pneumatochi, contro i quali dimostrarne la divinità, oppure la negazione di due principi o cause era rivolta agli gnostici. Inoltre, va considerato che la teologia orientale ha esibito un approccio teologico di matrice ben più apofatica che non la rispettiva controparte occidentale, quindi il mistero di Dio (e delle processioni trinitarie) permane in modo assoluto; anche se non si è disdegnato del tutto l'uso dell'analogia, finanche psicologica (la stessa a fondamento del Filioque in occidente), non sembra essere stato preferito.
La celebre Lettera 38, attribuita a Basilio o a Gregorio di Nissa come Lettera 4 nei manoscritti, è fondamentale, presentandosi come sintesi o compendio della teologia trinitaria dei Padri Cappadoci; non solo vi è la distinzione tra essenza, intesa come universale in quanto natura comune, e ipostasi, in cui essa si individualizza con caratteristiche proprie, ma le Tre Persone Divine sono mostrate proprio con le loro caratteristiche personali o ipostatiche, necessarie per la loro distinzione ipostatica; in essa si ritrovano la monarchia del Padre e il rapporto tra Figlio e Spirito Santo in senso economico, ma risalendo all'immanenza divina che resta insondabile. Le Ipostasi divine sono considerate in modo lineare, dallo Spirito Santo si giunge al Padre passando per il Figlio. Questi i passi salienti:
Non si può negare la matrice economico-soteriologica del testo in quanto si parla di distribuzione dei beni e della grazia operata dallo Spirito, la cui fonte di potere di distribuzione è il "Dio Unigenito" (Figlio), che a sua volta ha la sua fonte nella causa di tutti gli esseri (Padre); vi è dunque una correlazione tra teologia e economia. Partendo da questo assunto, lo Spirito Santo ha caratteristica peculiare il Suo farsi conoscere inseparabilmente con il Figlio e dopo il Figlio (nell'economia), e di procedere dal Padre come causa. Il Figlio si fa conoscere per mezzo dello Spirito ed è l'unico generato (traendo splendore) dal Padre (luce ingenerata). Il Padre, infine, è Dio stesso, la cui caratteristica peculiare è essere, Lui solo, senza causa. È importante notare come la caratteristica peculiare del Padre sia di matrice negativa piuttosto che positiva, l'esser senza causa piuttosto che il causare le altre due ipostasi divine, mentre queste si distinguono proprio per l'origine dal Padre a modo loro, uno in quanto generato, l'altro in quanto procedente; questo si ritrova non di rado nella teologia trinitaria cappadoce, specie del Nazianzeno, per cui caratteristica ipostatica del Padre, il solo Dio, è più l'anarchia (l'essere senza origine), piuttosto che la paternità. Comunque, si rileva l'assenza di un ruolo causale del Figlio nello Spirito Santo, cha ha la Sua causa nel Padre da Cui procede.
Sostanzialmente, la triadologia ivi mostrata è basata sulle relazioni di origine; questo consente di indicare il Padre, in quanto senza causa, come la stessa ipostasi individuale di Dio, come se fosse Dio in "senso stretto" o in senso primario, pur senza subordinazionismo; alcuni in tal senso, anche sulla base di altri testi dei Cappadoci, rafforzano la "monarchia" del Padre quale fonte e origine della Trinità pensando a un'unità divina non dovuta tanto all'unicità della sostanza divina, ma della fonte del Padre, come il teologo greco Zizioulas e altri..

##### Basilio Magno
Basilio Magno nega l'esistenza di due principi divini, il che comporterebbe una professione di marcionismo o manicheismo:
(Omelia contro Sabellio, Ario e gli eunomiani 4; PG 31, 605 C-D)
Similmente, afferma contro Eunomio e i suoi:
(Contro Eunomio, Libro II; PG 29, 652 A)
È il Padre quel principio all'origine del Figlio e dello Spirito Santo:
(Omelia contro Sabellio, Ario e gli eunomiani 4; PG 31, 609 B))
Una terminologia affine è attribuita con riferimento al Padre nei riguardi di tutta l'esistenza divina e creaturale, perché il Padre
(Omelia sulla fede 2; PG 31, 465 D)
A proposito di passi più controversi in Basilio, si segnalano questi: "Uno è anche lo Spirito Santo, anch'esso singolarmente pronunciato, congiunto al Padre, che è uno, per il Figlio, che è uno, e per mezzo suo completa la beata Trinità, degna d'ogni lode" (Lo Spirito Santo, 18.45); ma lo Spirito si distingue dal Figlio perché non è generato da Dio come Lui, ma è soffio dalla Sua bocca: "E non da questo solamente derivano le dimostrazioni della sua comunione di natura, ma anche dal fatto che si dice essere da Dio: non al modo in cui ogni cosa è da Dio, ma come colui che proviene da Dio: non al modo della generazione, come il Figlio, ma come soffio della sua bocca." (ivi. 18.46) Sempre nella stessa opera, Basilio afferma che le caratteristiche divine giungono allo Spirito Santo dal Padre attraverso il Figlio: "La bontà naturale, la santità intrinseca e la dignità regale giungono dal Padre attraverso l'Unigenito (διὰ τοῦ Μονογενοῦς) allo Spirito". (ivi. 18.47).
Questo sembra evocare chiaramente un qualche tipo di mediazione del Figlio, se si interpreta il passo in senso immanente e non solo soteriologico:
(Contro Eunomio, Libro II; PG 29, 648 B)
A parte l'impostazione monarchica, come osserva Siecienski, "ci sono passaggi in Basilio che possono certamente essere letti a sostegno di qualcosa come il Filioque, ma farlo significherebbe fraintendere l'orientamento intrinsecamente soteriologico del suo lavoro".

##### Gregorio di Nissa
Gregorio di Nissa è considerato il più speculativo tra i Cappadoci. Alcuni suoi passi interpretati sono interpretati in senso filioquista, prevedendo, nella loro impostazione trinitaria, la processione dello Spirito Santo dal Padre (spesso denominato Dio dell'universo nelle sue opere) "attraverso" (διὰ) il Figlio, che sembra avere un qualche tipo di mediazione (μεσιτεία) nell'origine dello Spirito se i passi sono intesi in senso immanente e non solo economico, comunque senza farne esplicitamente una causa dell'esistenza dello Spirito.
(Sullo Spirito Santo. Contro i macedoniani; PG 45, 1308 B)
Nel seguente testo il Nisseno vuole mostrare l'interconnessione naturale ed eterna tra Figlio e Spirito, e inoltre che lo Spirito Santo è causato dal Padre, detto qui "Dio dell'universo", una denominazione ascritta spesso alla Prima Persona dal Nisseno:
(Contro Eunomio, Libro I, 378; Gregorii Nysseni Opera [GNO], Tomo 1, 138)
Il testo più controverso è il seguente, dove è espresso un ruolo di mediazione del Figlio quale Unigenito, senza precludere l'origine dal Padre dello Spirito:
(Ad Ablabio, sul fatto che non parliamo di tre dèi; PG 45, 133 B-C)
Comunque, se è vero che alcuni testi, se interpretati in senso teologico, sembrano mostrare un qualche tipo di coinvolgimento del Figlio nell'esistenza dello Spirito senza che ne sia la causa, è indubbia la monarchia del Padre in Nisseno, espressa inequivocabilmente nel testo seguente, dove, contro la molteplicità di cause nelle creature, è espressa l'unicità, nella Trinità, della causa del Padre, unico Dio, da Cui è generato il Figlio e procede lo Spirito in modo immediato e diretto:
(Ai greci sulle nozioni comuni; PG 45, 180 BC; Gregorii Nysseni Opera [GNO] Tomo III, 1, 25)

##### Gregorio di Nazianzo
Gregorio di Nazianzo è il più monarchico tra i Cappadoci, con una dottrina della monarchia del Padre presentata in modo coerente e sistematico, specie nelle sue Orazioni, ove è presentata da un capo all'altro, comunque senza squilibrare in senso ipostatico l'unicità della divinità. Tra i numerosi passi monarchici nelle Oraziani nazianzene, si rammentano i seguenti.
(Orazione 25, 15-16; PG 35, 1220-21)
Si rileva come il solo "Dio" in senso proprio sia il Padre, visto (negativamente) come senza causa e (positivamente) causa del Figlio e dello Spirito Santo, mentre il Figlio e lo Spirito sono "Dio" in senso "derivato" dal Padre, ma non subordinato; sono poi individuate le caratteristiche ipostatiche (idiomi) che contraddistinguono le persone: ingenitura per il Padre, generazione (figliolanza) per il Figlio e processione per lo Spirito. Inoltre:
(Orazione 23, 7; PG 35, 1158-1159)
Un passo tradizionale del Nazianzeno per il rifiuto del Filioque occidentale è il seguente, dal momento che è negata espressamente la causalità del Figlio, causalità che può solo ascriversi all'essere causa di altre ipostasi divine, dal momento che tutte sono causa della creazione allo stesso modo:
(Orazione 34, 10; PG 36, 248-249)
Il seguente testo coniuga insieme unicità della natura divina e monarchia del Padre, a Cui tornano le altre due Ipostasi divine come alla loro fonte e causa di esistenza e distinzione: 
(Orazione 42, 15; PG 36, 476)

#### Dionigi Aeropagita
Anche l'anonimo autore del suo corpus dionysianum, lo pseudo Dionigi-Aeropagita, vissuto nel V secolo, campione dell'apofatismo orientale, nonché anello di congiunzione tra neoplatonsimo e cristianesimo, è visto come un fondamento per il rigetto del Filioque; del resto, egli si basa sugli stessi Cappadoci.
(I Nomi Divini, 2.5; PG 3, 642 D)
(I Nomi Divini, 2.7; PG 3, 646 B)

#### Massimo il Confessore tra monarchia e Filioque
Massimo il Confessore è tradizionalmente considerato, per la sua importanza a oriente e occidente, un ponte per la soluzione della controversia del Filioque, e sovente a supporto della visione monopatristica o filioquista.
Il testo più importante in materia è la sua Lettera a Marino.
(Lettera a Marino; PG 91, 136)
Il testo si inserisce, con la sua visione monarchica, nel seno della tradizione orientale che vede il Padre come unica causa (aitía) del Figlio e dello Spirito Santo, rispettivamente, per generazione e processione; ma, dovendo rendere conto della visione latina, applica il proíenai alla processione attraverso il Figlio data l'unità dell'essenza, quindi l'uguaglianza tra le Ipostasi divine. Non è altri che la rievocazione del διὰ τοῦ Υἱοῦ di orientale memoria.
La processione "attraverso" il Figlio si riscontra in altri testi.
(Quaestiones et dubia, I.34; CCSG 10, 1982, p. 151)
Non è ascritto nei testi un ruolo causale del Figlio, quindi a buon titolo Massimo si inserisce lungo la tradizione monarchica orientale. Del resto, la monarchia del Padre si rileva chiaramente in altri testi, in cui Dio Padre è visto, lungo la tradizione cristiana greca, come l'unico Dio e fonte della vita divina e delle altre Ipostasi.
(Capitoli vari sulla teologia e l’economia, sulla virtù e il vizio, I Centuria, 4-5; Filocalia, Vol. 2, Gribaudi Editore, 2000)
A proposito dell'autenticità della Lettera a Marino, che è stata messa in questione, per Edward Siecienski una prova della sua appartenenza al monaco è considerata la sua coerenza alla tradizione trinitaria orientale greca, secondo cui il Padre è unica origine del Figlio e dello Spirito Santo, ma sembra invocato un tipo di coinvolgimento non causale del Figlio, ma conseguenziale, perché la Sua esistenza divina presuppone il rapporto Padre-Figlio.
Per Anastasio il Bibliotecario, che era di cultura latina, invece, la Lettera a Marino, nella parte della processione attraverso il Figlio, invocando le difficoltà linguistiche, si deve interpretare solo in senso economico, come "missione".

##### Talassio il Libico
Talassio il Libico è identificato con lo stesso Talassio a cui Massimo risponde nelle sue Questioni. Di lui si sa molto poco, ma le sue 4 centurie sono presenti sia nella patrologia greca del Migne che nella Filocalia. È legittimo pensare che condividesse il pensiero di Massimo. Negli ultimi paragrafi delle sue centurie, così esprime la sua fede nella Trinità:
(IV Centuria, Filocalia, Vol. 2, Gribaudi Editore, 2000)
Non solo è affermata la monarchia del Padre a più riprese alla maniera orientale, ma non v'è in nessun modo un ruolo del Figlio, neppure con il διὰ τοῦ Υἱοῦ.

#### Giovanni Damasceno
Giovanni di Damasco è tradizionalmente considerato l'ultimo rappresentante della patristica, quindi la sua opera può essere considerata un compendio o una sintesi di tutta la patristica, in particolare la sua Esposizione della Fede Ortodossa, ove egli, esplicitamente, professa monarchia del Padre e rigetta il Filioque, riconoscendo allo Spirito un ruolo di manifestazione eterna/temporale del Figlio di cui manifesta la divinità e in cui lo Spirito riposa, anche attraverso la formula del διὰ τοῦ Υἱοῦ; l'ipostasi dello Spirito Santo è così
(Fede ortodossa, PG 94; cap. VII, 804-806)
Mutuando la classica analogia del sole, così esprime le relazioni d'origine in Dio:
Santo è dal Padre, e lo chiamiamo Spirito del Padre.
Non diciamo che lo Spirito è dal Figlio, ma lo chiamiamo
Spirito del Figlio – infatti «se qualcuno non ha lo Spirito di
Cristo, non gli appartiene», dice il divino Apostolo –, e
confessiamo che egli ci è stato manifestato e partecipato
attraverso il Figlio – infatti «alitò su di loro», e disse ai suoi
discepoli: «Ricevete lo Spirito Santo» –: come il raggio e
la luce provengono dal sole (infatti esso è la
fonte del raggio e della luce), ma la luce ci
è partecipata attraverso il raggio, ed essa è quella che ci
illumina e quella a cui noi partecipiamo. Ma noi non
diciamo che il Figlio è dello Spirito, e neanche che è
dallo Spirito.»
(ivi, cap. VIII, 832-34)
Nella sua professione trinitaria, solo il Padre è causa (aitía) di tutta la vita divina e degli attributi divini, nonché delle ipostasi del Figlio e dello Spirito Santo, che è emanato attraverso il Figlio, manifestando la divinità del Padre e del Figlio, Sua Immagine
(ivi, cap. XII, 848-850)
Anche in opere minori il Filioque è esplicitamente rigettato
Lo Spirito Santo di Dio Padre, come procedente da lui, che è anche detto essere del Figlio, come attraverso di lui manifesto e donato alla creazione, ma non prendendo la sua esistenza da lui; in Sabbat. 4. 21-3.»
(A. Louth, St John Damascene, Tradition and Originality in Byzantine Theology, Oxford University Press, 2002, p. 110)
Il rifiuto del Filioque in modo esplicito da parte del Damasceno indusse Tommaso d'Aquino ad associarlo, nella Somma Teologica, ai nestoriani (Tommaso d'Aquino, Somma Teologica, Prima parte, q. 36, art. 2).

## Aggiunta al Simbolo e nelle antiche professioni di fede
Il Filioque, pur nell'incertezza delle fonti più antiche, sembra essere stato patrimonio in qualche misura comune della cristianità occidentale sin dai primi secoli.
Gli antichi Canoni di Ippolito, con professione di fede a domande, risalenti forse già alla metà del IV secolo, contengono il Filioque. Anche l'antica professione di fede denominata Fides Damasi lo conterrebbe.
Il Filioque è contenuto nell'articolo di fede (23) del Quicumque.
Un simbolo della fede adottato nel 410 da un concilio tenuto a Seleucia-Ctesifonte, allora capitale dell'Impero persiano sasanide, è trasmesso in due versioni. Quello che sembra essere il testo originale dichiara che lo Spirito Santo è "dal Padre e dal Figlio". La versione più tardiva attribuisce allo stesso concilio l'adozione senza alterazioni del Simbolo niceno-costantinopolitano.
L'inserzione dell'espressione Filioque nel Simbolo niceno-costantinopolitano nell'Occidente è spesso attribuita al Concilio di Toledo III del 589, che ordinò che nelle liturgie eucaristiche si cantasse il Credo, come era già l'uso in Oriente. Non tutti i manoscritti degli atti di questo concilio inseriscono tale espressione nel testo del Simbolo, mentre tutti la mettono nella professione di fede pronunciata dai convertiti dall'arianesimo al cattolicesimo. Invece, non v'è certezza sulla datazione del primo sinodo toletano antipriscilliano, (circa l'inizio del IV secolo) e del cosiddetto Simbolo Toletano in due versioni, breve e lunga, attribuibili rispettivamente proprio al primo e a uno del 447; la versione estesa, il Libellus in modum symboli, datata al 477, contiene il Filioque, ma non è presente in tutte le edizioni del Denzinger.
Il Filioque appare nel Concilio di Toledo IV (633) e VI (638). In relazione ai Concili di Toledo VIII (653) e successivi, tutti i relativi manoscritti includono il Filioque nel testo del Simbolo. Non è chiaro se il Filioque sia stato discusso al Concilio di Gentilly nel 767. Così, la prima indiscutibile testimonianza dell'inserimento del Filioque nel Simbolo niceno-costantinopolitano (da distinguere da altre professioni di fede nella processione dello Spirito Santo dal Padre e dal Figlio, come, per esempio, il Simbolo atanasiano) risale solo al Concilio di Cividale del Friuli nel 796/797.
La frase Filioque inserita nel Credo è la seguente:
Testo originale del Simbolo niceno-costantinopolitano in greco:
Versione latina:
Con il Filioque, si dice che lo Spirito Santo procede da ambedue, il Padre e il Figlio. Il testo del Concilio del 381 dichiara che lo Spirito procede dal Padre, senza aggiungere né "e dal Figlio" né "solo".
Inoltre, come già osservato, i due verbi qui tradotti con l'unico termine "procedere" hanno significati alquanto diversi.
Sulla processione dello Spirito anche dal Figlio si insisteva prima contro il modalismo di Priscilliano e poi, nei Concili di Toledo del VII secolo, contro l'arianesimo che veniva allora eliminato dal regno visigoto a seguito della conversione del re Recaredo I al cattolicesimo nel 587. Il termine Filioque aveva lo scopo di affermare che il Figlio non è né inferiore al Padre né di diversa natura, come sostenevano invece gli ariani.
È importante constatare come, accanto al Filioque, è presente nei sinodi toletani la versione occidentale della monarchia del Padre, in quanto principio di tutta la Trinità, in particolare nel VI sinodo (638) e nell'XI (675). Questo è molto importante in quanto, nella bolla di unione del 1439, la presenza della monarchia del Padre quale principio del Figlio e dello Spirito Santo, sebbene "occidentalizzata", indurrà, accanto agli altri motivi, all'unione dei greci coi latini.

## Carlo Magno e Leone III

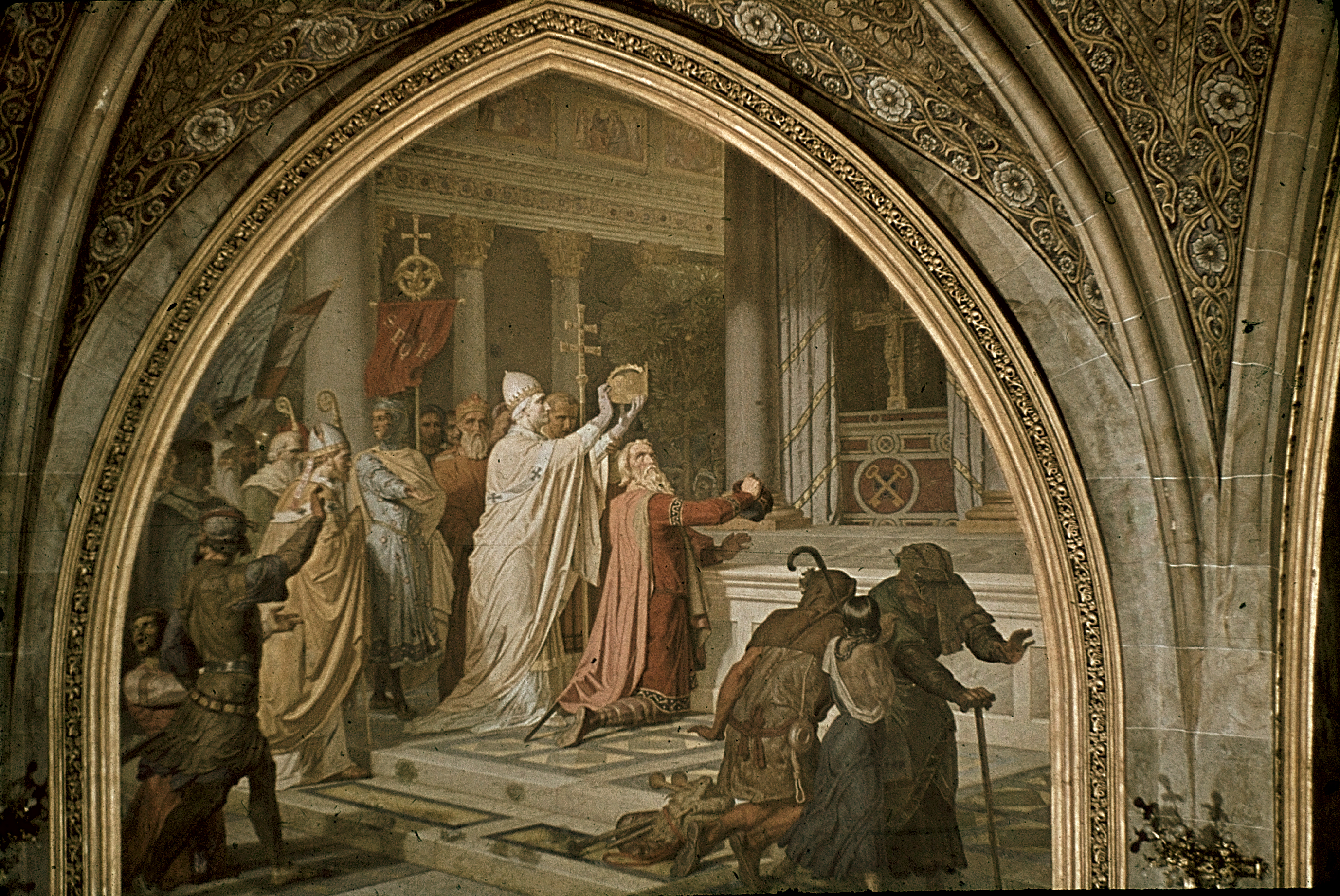
Incoronazione di Carlo Magno da Leone III

Nell'809, papa Leone III (795–816) ricevette una lettera con la quale i monaci franchi del monte Oliveto presso Gerusalemme lo informavano di essere stati accusati di eresia dal monaco Giovanni di un vicino monastero greco a motivo del loro uso del Filioque nel canto del Credo. Essi controbatterono che con simile accusa Giovanni stava accusando di eresia anche la Santa Sede apostolica. Chiesero dunque al papa di investigare fra i Padri greci e latini la fonte dell'espressione "che procede dal Padre e dal Figlio". Lo pregavano anche d'informarne l'imperatore Carlo Magno, nella cui cappella avevano sentito cantare il Credo con tale frase. Infatti Carlo Magno lo faceva cantare così dal 794, dopo il suo concilio di Francoforte. Ai monaci franchi Leone III inviò una professione di fede, Symbolum orthodoxae fidei Leonis papae, diretta "a tutte le Chiese orientali" e contenente la frase Spiritum sanctum a Patre et a Filio aequaliter procedentem. Allo stesso tempo, inviava per informazione all'imperatore tutta la documentazione relativa, senza formulare peraltro alcuna richiesta al riguardo.
Nel novembre dello stesso anno 809, Carlo Magno convocò un concilio ad Aquisgrana, che dichiarò il Filioque dottrina della Chiesa e ordinò il canto del Credo con tale inciso nella messa.
Una delegazione inviata dall'imperatore arrivò a Roma nell'810 per chiedere l'approvazione papale delle decisioni del Concilio di Aquisgrana. Leone III affermò l'ortodossia del Filioque e il suo uso nella catechesi e nelle professioni di fede personali, ma si oppose chiaramente alla sua inclusione nel Simbolo niceno-costantinopolitano. Dichiarò facoltativa la recita del Credo nella Messa, ma raccomandò alla corte imperiale di non adottarla al fine di evitare uno scandalo. Per sottolineare il suo atteggiamento sulla questione, appose sulla porte della Basilica di San Pietro due targhe d'argento recanti il testo del Simbolo del 381, in greco e in latino, senza il Filioque.

## Fozio

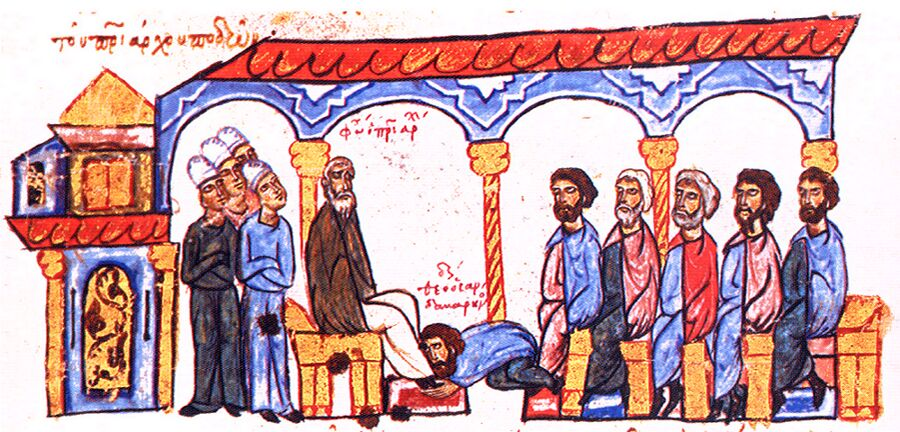
Patriarca Fozio sul suo trono

Nel dicembre 858, l'imperatore Michele III esiliò il patriarca Ignazio I di Costantinopoli, nominando al suo posto Fozio I di Costantinopoli. Ignazio si rivolse a Roma e papa Niccolò I, già neutrale, dovette prendere posizione. In un sinodo dell'863 dichiarò anticanonica tale azione e scomunicò Fozio. La situazione era già complicata anche dalla rivalità fra Roma e Costantinopoli per la giurisdizione sulla Pannonia e sulla nuova comunità cristiana sorta in Bulgaria, dove erano attivi missionari germanici che professavano il Simbolo niceno-costantinopolitano il cui testo comprendeva il Filioque. Fozio convocò un sinodo a Costantinopoli che scomunicò e chiese la deposizione del papa (867). Ma nello stesso anno Michele III fu assassinato da Basilio I ed il nuovo imperatore depose Fozio e reinsediò Ignazio, convocando poi (869/70) un concilio ecumenico (Concilio di Costantinopoli IV), per pacificare e confermare la situazione. Alla morte di Ignazio (877), Fozio fu rinominato patriarca di Costantinopoli, riconosciuto come tale anche da papa Giovanni VIII. Nell'886 un nuovo imperatore rimosse Fozio e lo esiliò in Armenia, dove morì nell'893.
Fozio si oppose fortemente sia alla dottrina del Filioque sia all'inserimento della parola nel Simbolo niceno-costantinopolitano, professato dai missionari attivi in Bulgaria ma non ancora accettato a Roma. In un'enciclica diretta ai patriarchi orientali, Fozio denunciò l'inserimento come "una bestemmia". Fozio è tradizionalmente considerato come il capostipite conclamato dell'antifilioquismo. Nella sua Mistagogia dello Spirito Santo, testo appositamente elaborato per affrontare la questione della processione dello Spirito Santo, egli illustrò quella dottrina che sarà a fondamento del successivo antifilioquismo. Questi i punti salienti. Il Filioque non compare nella Scrittura (Gv. 15,26); è opposto alla Tradizione della Chiesa, ai Padri e ai Concili che non ne parlano mai di tale processione (§ 5); esso è in fondo una forma di sabellianismo (§ 9) giacché mescola e confonde proprietà ipostatiche e natura comune, mentre lo spirare lo Spirito è una proprietà ipostatica del Padre (patrikon idioma); se fosse comune anche al Figlio sarebbe di ordine sostanziale e non ipostatico (§ 6), mentre invece il Padre è origine delle Persone divine non in forza della natura divina (φύσεως), ma proprio della sua persona (ὑποστάσεως) (§ 15); contraddice la perfetta semplicità della divinità perché così lo Spirito Santo avrebbe origine da una "duplice processione” (ἐκ διπλῆς προβολῆς), cosa che comporta inevitabilmente una composizione (σύνθετον), una mancanza di semplicità (ἁπλότης) (§ 4), contravvenendo alla Monarchia del Padre (§ 11); è opposto alla perfezione della Processione dello Spirito dal Padre (§§ 7;31). Porre una duplicità di causa o principio (δύο αἰτίαι) significa rinunciare al sacrosanto dogma della Monarchica Triade (§§ 11-12), per cui, se, oltre all’unico principio imprincipiato paterno (ἄναρχον καὶ πατρικῆς ἀρχῆς) si aggiunge un'altra causa, non si può evitare di cadere nel dualismo dei principî (§ 14). Anche in una lettera dell'883 o dell'884 al patriarca di Aquileia egli fece le sue obiezioni teologiche. Ciononostante il punto non venne discusso al concilio. Ci si limitò ad evitarne l'aggiunta al testo tradizionale.
Fozio non dimostrò di conoscere la tradizione patristica latina sottostante la dottrina del Filioque. Sostenne che lo Spirito Santo procede solo dal Padre, rigettando la dottrina di altri Padri greci che lo Spirito Santo procede dal Padre mediante il Figlio. Questo orientamento della patristica greca sarà alla base di buona parte della triadologia bizantina successiva.
L'attribuzione a Fozio di trattati bizantini anti-romani di epoca posteriore gli hanno aumentato la fama presso alcuni circoli greci e allo stesso tempo l'hanno denigrato presso certi occidentali.
Alcuni studiosi caratterizzano il Concilio di Costantinopoli dell'879-880, che annullò la condanna di Fozio nel concilio di dieci anni prima, come un modello di equilibrio. Senza menzionare esplicitamente l'espressione Filioque, descritta come forma infelice di esprimere la fede trinitaria ma nondimeno suscettibile di un'interpretazione ortodossa, esso definì inaccettabile aggiungere qualunque testo al Simbolo niceno-costantinopolitano, mentre dichiarava accettabile una diversità di usi locali dentro della Chiesa. Non condannò l'uso del Filioque fuori del Simbolo niceno-costantinopolitano.
A questo concilio parteciparono legati di papa Giovanni VIII (872–882), che desiderava ristabilire l'unità, desiderio anche del patriarca. Così il testo greco delle lettere del papa fu redatto di comune accordo fra Fozio e i legati, per adattarlo alle sensibilità greche.
Si conserva inoltre, come appendice agli atti conciliari, il testo in greco di una presunta lettera di Giovanni VIII diretta a Fozio sulla questione del Filioque. Francis Dvornik, i cui studi hanno dimostrato che l'immagine negativa di Fozio che da secoli prevaleva nell'occidente era basata su interpretazioni errate dei documenti storici, considera del tutto improbabile che Giovanni VIII abbia scritto tale missiva e ha dichiarato che, al massimo, il testo conservato, anche se eventualmente basato su una genuina lettera del papa, è stato alterato a fondo da un polemista del XIV secolo. Il teologo ortodosso John S. Romanides, al contrario, ne afferma l'autenticità.
Nella presunta lettera, Giovanni VIII avrebbe scritto: "La tua fraternità sa che, quando a noi è giunto colui che recentemente essa ha inviato, egli ci ha interpellato riguardo al sacro Simbolo, e ha trovato che lo conserviamo inalterato, tale quale ci è stato consegnato dall'inizio, senza aggiungervi né togliervi nulla, sapendo con esattezza che per quelli che osano agire in tale maniera è riservata una condanna pesante che li attende. E perciò, affinché la tua reverenza abbia di nuovo informazioni su di noi riguardo a questa espressione, a causa della quale sono sorti scandali in mezzo alle chiese di Dio, dichiariamo che non solo non la pronunciamo ma consideriamo quelli che prima nella loro sciocchezza hanno osato farlo come trasgressori delle parole divine e falsari della dottrina di Cristo il Signore e degli Apostoli e degli altri Padri che riuniti in concilio hanno consegnato il Simbolo. Noi li classifichiamo con Giuda perché hanno osato agire come lui: anche se non hanno consegnato alla morte il corpo del Signore, hanno diviso e frazionato i fedeli, che sono le membra del suo corpo. Così hanno spedito alla morte eterna per strangolamento quelli, e soprattutto se stessi, come ha fatto il menzionato ingiusto discepolo. Ma pensiamo che anche la tua sacralità, così intelligente e piena di saggezza, non ignora che persuadere gli altri vostri vescovi a pensarla così ci presenta grande difficoltà, perché nessuno potrebbe con facilità accettare una cosa più sacra così rapidamente, anche se si trattasse di qualcosa iniziato da poco e non consolidato da molti anni. Perciò ci è parso bene che nessuno sia da noi costretto ad abbandonare l'inserimento da lui già aggiunto al Simbolo, ma piuttosto preparare tali persone con mitezza e discernimento, esortandoli gradualmente ad astenersi dalla bestemmia".
In effetti, nonostante le precisazioni di papa Giovanni VIII, in varie parti dell'Europa occidentale si continuava effettivamente a cantare il Credo con il Filioque; poi tale uso, nonostante gli impegni costantinopolitani, si affermò definitivamente anche a Roma, anche se solo alla fine dell'XI secolo.

## Lo scisma
Nel 1014, per decisione di un sinodo tenuto a Roma da papa Benedetto VIII dopo l'incoronazione dell'imperatore germanico Enrico II il Santo, dietro sua insistenza il Credo fu per la prima volta cantato in una messa papale con l'inclusione del Filioque. E nello stesso secolo si verificò poi il Grande Scisma fra la Chiesa occidentale e quella orientale (tuttora perdurante), per il cui inizio si indica convenzionalmente l'anno 1054. Ma già prima di queste due date, nel 1009, il patriarca Sergio II di Costantinopoli aveva temporaneamente escluso dai dittici costantinopolitani (la lista dei patriarchi, vivi o defunti, riconosciuti come ortodossi) il nome di papa Sergio IV, per aver cercato inutilmente di stabilire una dualità a capo della Chiesa o per avere espresso in una lettera la sua adesione alla dottrina del Filioque, come avevano fatto anche diversi suoi predecessori nei secoli passati.
Il teologo ortodosso A. Edward Siecienski osserva che nell'occidente si può rintracciare indietro almeno fino al V secolo la dottrina del Filioque intesa come affermazione esplicita della processione dello Spirito Santo dal Padre e dal Figlio, ma che solo nel VII secolo è stata mossa da monoteliti la prima obiezione orientale, da san Massimo il Confessore giudicata infondata, che solo nel IX secolo sono state formulate le prime risposte teologiche orientali, e che solo nell'XI secolo Costantinopoli ha interrotto la comunione con un papa per avere dato espressione a tale dottrina.
All'inizio del Grande Scisma, destinato a continuare negli anni (i tentativi imperiali di pacificazione non poterono evitare il grave incidente veneziano della Quarta crociata), il patriarca di Costantinopoli Michele I Cerulario trattò la questione del Filioque meramente come una delle tante pratiche scorrette dei latini, non come la più importante, come ai tempi di Fozio. A prescindere dai più reali motivi politici.

## La questione del Filioque in età bizantina dopo il 1054 tra occidente e oriente

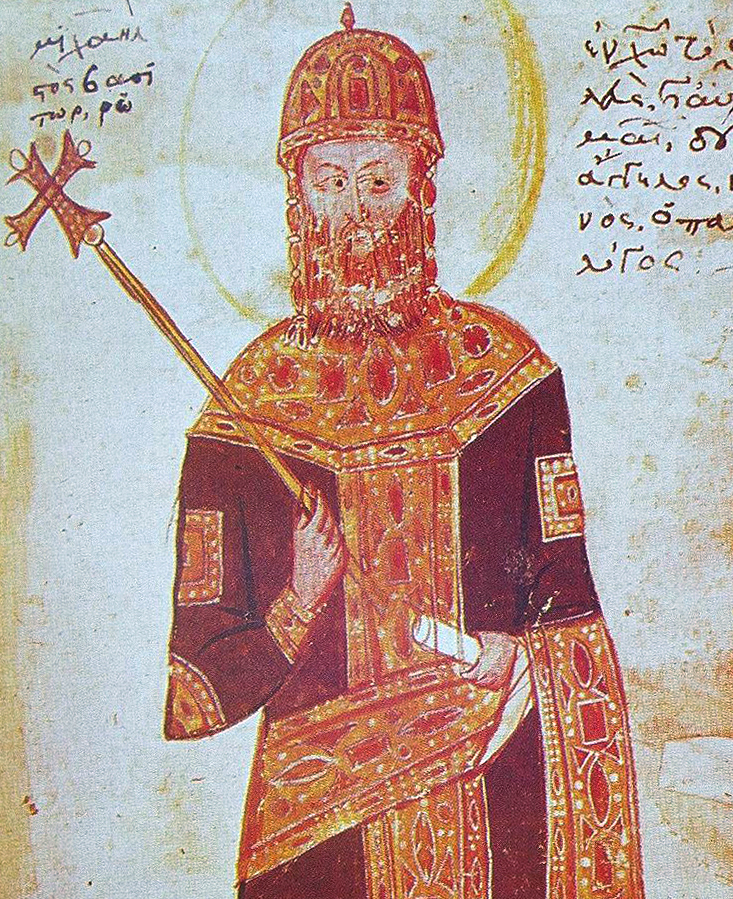
Michele VIII Paleologo

Dopo il grande scisma del 1054, la questione del Filioque non solo non venne abbandonata, ma cominciò a esibire una florida letteratura già proprio nell'XI secolo, per poi proseguire nei secoli successivi lungo tutta l'età bizantina, sebbene la controversia cominciò a divenire davvero centrale ai tempi di Lione II (1274) e continua ad esserlo ancora oggi, benché discussa ed apparentemente risolta poi al Concilio di Firenze del 1439, almeno da parte occidentale; essa interessò monaci e religiosi, funzionari e persino imperatori bizantini, i quali ebbero come precettori/amici importanti teologi, a cui talora commissariarono estese opere di matrice antologica in funzione antieretica, le panoplie dogmatiche; addirittura si è evinto, sebbene prevalentemente in senso polemico, l'utilizzo della geometria con diagrammi, cerchi, triangoli, per spiegare le processioni trinitarie, a favore del monopatrismo o del filioquismo, arricchendo immensamente l'iconografia della Trinità. Secondo Basil Lourié, sarebbe stato Ieroteo di Atene, uno ieromonaco del XIII secolo, ad aver iniziato o dato una forte accelerata all'utilizzo della geometria nella questione del Filioque in ambito bizantino, sfociata nel XV secolo in Giuseppe Briennio, suo erede. Questo Ieroteo fu poco conosciuto per una eventuale rimozione dalla storia della teologia bizantina a causa di un pensiero critico o almeno "progressista" rispetto alle correnti triadologiche tradizionali, ma la cui identità sarebbe stata fatta circolare grazie a una tradizione fittizia pseudepigrafica che gli attribuisca un nome risonante e venerabile, nonché di essere stato maestro dello stesso pseudo-Dionigi-Aeropagita. Linda Safran e Justin Willson sono tra coloro che hanno avuto il merito di aver rinvenuto recentemente la ricchezza di tale tematica in ambito teologico. Ne è venuta fuori un'ampia casistica che solo recentemente gli studiosi stanno evincendo e ricostruendo con edizioni critiche dei testi fino a poco tempo fa frammentati in codici e manoscritti, e anzi il lavoro da fare appare ancora molto. Ad esempio, non è mai stata editato il corpus letterario di una figura fondamentale come Niceforo Cumno, umanista e mesazōn, non solo per la controversia del Filioque, ma anche per la disputa, politica, intellettuale e culturale, con Teodoro metochita; a parte la rivalità politica, Cumno apparteneva ad una filosofia e teismo più classici, orientati alla semplicità del linguaggio, mentre Metochita era più "progressista", con una metodologia più scientifica ed empirica, e uno stile più complesso. Negli ultimi tempi, alcune opere importanti dell'età bizantina post-1054 sono state pubblicate, altre lo sono parzialmente e incerto è il destino di molte, alcune delle quali, a parte la difficoltà oggettiva della ricostruzione filologica del testo, non sono considerate meritevoli di edizione critica in quanto rielaborazioni di scritti precedenti, come nel caso del vasto Tesoro della fede ortodossa dell'importante storico Niceta Coniata, chiaramente steso su modello della Panoplia di Eutimio Zigabeno. Alcuni hanno parlato di una scolastica bizantina. Va però sottolineata la matrice polemica ad ampio spettro di tale estesa letteratura, non solo a monte, in considerazione delle radici della (sola) questione del Filioque risalenti nei secoli addietro, ma anche a valle, per la circolazione di traduzioni di testi della scolastica vera e propria (occidentale) o dei Padri latini che sfornarono l'interesse di non pochi pensatori bizantini; era necessario, invero, armarsi contro tutto l'armamentario scolastico, il cui razionalismo fronteggiava direttamente l'orientamento contemplativo della cristianità orientale. Il contesto fu quindi di un confronto esistenziale. Si trattava di giocare a carte scoperte con tutte le carte. La questione del Filioque, lungi dall'essere l'unica tra oriente e occidente cristiani, va inserita in questo clima di incontro/scontro col pensiero sistematico, accattivante e sprezzante, ad un tempo, della scolastica, dove si dibatté anche sull'altra importante divergenza dottrinale tra le due cristianità che ne toccava le fondamenta, razionale-occidentale e orientale-contemplativa, quella della conoscenza o meno dell'essenza divina (questione essenza-energie e controversia esicasta), ma anche sulla legittimità del papato, tra le altre questioni; dove si tentò di ricucire lo scisma tra le due cristianità per opportunismo strategico e politico mettendo in secondo piano il dibattito teologico o cercando formule di compromesso; è in questo contesto che si inserisce, ad esempio, il διὰ τοῦ Υἱοῦ come equivalente greco del per Filium latino, o l'attribuzione del termine Αἱτία (causa) dello Spirito Santo anche al Figlio; dove velleità unioniste furono seguite da anatemi che le condannarono, e dove aleggiava su tutti la minaccia dell'impero ottomano in ascesa. Ma è chiaro che non si può parlare di scolastica e cultura bizantina come se fossero due mondi separati.

### X-XII secolo: Il Filioque tra teologi e panoplie
Tra X e XII secolo si segnalano gli operati di personalità come Michele Psello (1018-1096), il suo allievo Teofilatto di Ocrida (1050-1109), Nicola di Metone (XII secolo), Nicola da Otranto o Nettario (~1155-60; 13º secolo), Eustrazio di Nicea (~1050-1120) e soprattutto Niceta di Maronea, metropolita di Tessalonica (XII secolo). A parte Niceta di Maronea, erano tutti teologi bizantini con un'impostazione monarchica. Michele Psello, basandosi in particolare sulla triadologia del Nazianzeno e del Damasceno, rivendica la monarchia del Padre e l'espunzione del Filioque. Teofilatto di Ocrida, allo stesso modo, professava la monarchia dell'ipostasi paterna, ma suggerisce la tolleranza verso i latini apponendo difficoltà linguistiche tra greco e latino, da cui la confusione tra processione immanente (dal Padre) e processione economica (dal Padre e dal Figlio). Nicola di Metone, di cui nel 2024 è stata pubblicata l'edizione critica delle Refutationes theologicae doctrinae Latinorum da Benvenuto, professava la monarchia del Padre di matrice foziana, senza alcuna formula di compromesso, il che avrebbe comportato screzi con un imperatore filo-occidentale come Manuele Comneno. Nicola da Otranto o Nettario, monaco e abate di San Nicola di Casole, pare che passò da un iniziale filo-latinismo ad un anti-latinismo, criticò l'interpolazione del Filioque, ma aspirò a una unificazione; scrisse i Tria Sintagmata, ove sembra forzare l'interpretazione di padri latini come Ambrogio o lo stesso Agostino al fine di associarli alla monarchia del Padre orientale. Per Eustrazio di Nicea lo Spirito Santo procede dal Padre attraverso il Figlio, senza un coinvolgimento di Dio Figlio; utilizzò la geometria, quindi diagrammi, cerchi e triangoli. Niceta di Maronea, metropolita di Tessalonica, appare il più significativo. La sua opera sulla processione dello Spirito Santo, i Sei Dialoghi, è stata edita da A. Buccosi e L. D'Amelia nel 2021; pare che l'opera fece molta fortuna nei secoli a seguire, fino ad essere citata da molti autori successivi. Sue peculiarità sono la natura dialogica del testo tra un latino e un greco, l'attribuzione ai latini per la prima volta di una processione dal Padre mediata dal Figlio (ἐμμέσως) in quanto attraverso di Lui, e dal Figlio senza mediazione (ἀμέσως), l'utilizzo di geometria (ma le figure geometriche non sono presenti nel testo critico di Buccosi e D'Amelia) su ispirazione di Eustrazio di Nicea, e in generale una forte influenza da parte di Eustrazio.
L'XI secolo fu quello delle panoplie, quelle grandi raccolte dogmatiche tese a dimostrare la verità ortodossa: la Panoplia dogmatica di Eutimio Zigabeno, l'Arsenale Sacro di Andronico Camatero e il Tesoro della fede ortodossa di Niceta Coniata; al di là della motivazioni per cui furono stese, per opportunismo politico, legittimazione politico-messianica della "seconda Roma" o per fede personale, esse dimostrano l'interesse delle dinastie imperiali, in particolare dei Comneni, alla teologia perché tutte, eccetto l'opera di Coniata, furono commissionate dagli imperatori. La Panoplia di Zigabeno, in 28 tomi, fu commissionata dall'imperatore Alessio Comneno e a lui dedicata da Eutimio, suo amico; l'Arsenale Sacro fu steso da Camatero su esplicita richiesta dell'imperatore Manuele Comneno; il Tesoro della fede ortodossa di Coniata, in 27 tomi, non pare avere un riferimento esplicito alla figura imperiale, probabilmente per una preferenza verso questioni teologiche lasciate ai "tecnici" che voglia scongiurare un'interferenza del potere politico sulla retta teologia, di cui comunque si auspica che ne sia guardiano. Le tre panoplie, nonostante la loro importanza, risultano inedite in quanto, a parte la difficolta della ricostruzione critica, sono in larga parte rielaborazioni dell'una sull'altra; del Tesoro di Coniata sono stati editi solo 5 tomi in latino o estratti, tuttavia, in compenso, A. Buccosi ha pubblicato la prima parte dell'Arsenale Sacro di Camatero in funzione antilatina nel 2014.

### XIII-XIV secolo: il Filioque tra unionismo e anti-unionismo, imperatori e concili
Nei secoli successivi, la controversia del Filioque cominciò a divenire centrale aggravandosi, con transizioni da una fazione all'altra e la partecipazione degli imperatori bizantini alla questione con loro testi, il Concilio di Lione (1274) che vide quella formulazione dell'unico principio e dell'unica spirazione divenuta definitiva nella teologia latini, quello orientale del 1285 di condanna, dei grandi protagonisti come Beccos, Blemmida e lo stesso Gregorio Palamas, il più importante e sistematico per gli orientali; in questo contesto si inserisce anche la controversia esicasta, che inerisce al confronto esistenziale tra teologia latina e orientale, toccando anche il Filioque; a parte la distinzione essenza-energie, punto centrale della teologia orientale, ma che Barlaam il Calabro non riconosceva (per una concezione forte della semplicità di Dio di matrice aristotelica che a suo dire la distinzione palamita minava), dato il forte apofatismo del Calabro non era possibile dimostrare la processione dello Spirito Santo.
Il patriarcato di Costantinopoli fu la principale sede degli esponenti principali del Filioque nel XII secolo, perché lì sedettero sia Beccos che Gregorio di Cipro. Giovanni Beccos, incaricato di trattare l'unione voluta dall'imperatore Michele VIII Paleologo, ne fu in realtà contrario proprio per il Filioque, e per questo esiliato nella fortezza di Anema; lì, avrà modo di approfondire la controversia, il che lo porterà a passare all'altro lato della barricata; l'unione velleitaria stabilita dal Concilio di Lione nel 1274 gli regalò il patriarcato di Costantinopoli dal 1275 al 1282. Ma il successivo imperatore, Andronico II, non sarà così favorevole all'unione come il padre, e l'acredine contro Beccos aumentò fino al suo esilio a Brussa, ma sostenne il Filioque fino alla morte (1296-97). Sarà succeduto al patriarcato dal suo avversario principale, Gregorio di Cipro, contraltare di Beccos in senso anti-filioquista. L'impostazione triadologica del Beccos, basandosi su un importante testo, sia per i monarchici orientali che per i filioquisti latini, della Lettera ad Ablabio di Gregorio di Nissa, prevedeva il Filioque data l'uguaglianza tra Padre, che è causa primordiale o originale dello Spirito, e Figlio, che ne è causa mediata, adoperando l'analogia del sole (Padre), dei raggi (Figlio) e della luce (Spirito Santo); l'analogia sarà utilizzata anche dall'avversario e successore Gregorio di Cipro, sebbene in senso diverso, solo per una manifestazione eterna dello Spirito tramite il Figlio, che non ne è causa.
La dinastia imperiale partecipò attivamente a partire da questa fase alla controversia tramite l'imperatore Teodoro II Lascario (1222–1258, regnante 1254–1258); il basileus scrisse due Orazioni contro i Latini datati al 1256, ove, tra le altre cose, adopera l'utilizzo di figure geometriche; la maggior parte delle sue opere sono state edite recentemente in tre edizioni. Del resto, l'imperatore Teodoro fu allievo dello stesso Niceforo Blemmida, di cui non condivise l'elaborazione dottrinale più disposta al compromesso coi latini sulla controversia del Filioque per mezzo del διὰ τοῦ Υἱοῦ, mantenendosi di una linea più dura che il suo maestro. Successivamente, Manuele II Paleologo, imperatore (1348-1425), stese l'Apologia della Processione dello Spirito Santo, assieme a un Trattato sull'ordine nella Trinità e a un'epistola; i tre testi sono stati editi nel 2022.
Nel concilio di Lione II (1274) vi fu la prima formulazione dogmatica occidentale dell'unico principio e dell'unica spirazione a livello conciliare. A Lione, per l'insistenza dell'imperatore Michele VIII Paleologo, una delegazione della Chiesa orientale dovette accettare, senza discussione, la professione di fede contenente il Filioque e, a condizione di poter continuare nelle proprie liturgie a recitare il Credo come prima, i membri cantarono tre volte di seguito la relativa clausola inserita nel Simbolo niceno-costantinopolitano; fu sancita un'unione velleitaria. Però la chiesa orientale non accolse la decisione di Lione, e nel 1285, sotto il successore di Michele, Andronico II Paleologo, e l'egida del patriarca Gregorio di Cipro, successore e avversario principale di Beccos, un sinodo tenuto nel suo Palazzo delle Blacherne rigettò le decisioni conciliari e dichiarò che in nessun senso il Figlio è causa dello Spirito Santo, tuttavia Lo manifesta eternamente, come i raggi del sole manifestano la luce, ma non sono causa stessa della luce, anatemizzando dalla Chiesa di Dio coloro che fanno del Figlio causa dello Spirito, e condannando nominalmente Giovanni XI Bekkos, Costantino Meliteniota e Giorgio Metochita, all'epoca probabilmente i più importanti unionisti.
La teologia bizantina non fu del tutto omogenea nei riguardi della questione del Filioque. Si delinearono fra i bizantini alcuni diversi atteggiamenti. Quello unionista, rappresentato da Giovanni XI Bekkos, patriarca di Costantinopoli dal 1275 al 1282, considerava equivalenti nella sostanza l'espressione διὰ τοῦ Υἱοῦ (per mezzo del Figlio) usata da molti Padri greci e l'espressione Filioque (e dal Figlio). Le argomentazioni di Bekkos e di Costantino Melitionita erano largamente basate sugli scritti dei Padri della Chiesa, in particolare quelli dei Cappadoci, di Cirillo di Alessandria, di Giovanni di Damasco e la Lettera a Ablabio di Gregorio Nisseno. Sostanzialmente, questa è la dottrina trinitaria cattolica.
La veduta anti-unionista, di gran lunga maggioritaria, insisteva semplicemente sulla processione ἐκ μόνου τοῦ Πατρός ("solo dal Padre"). È fondamentalmente la rivendicazione della posizione di Fozio. Tuttavia, la seconda linea di pensiero sul tema del Filioque, pur nel quadro della tradizionale monarchia del Padre dell'oriente cristiano, ebbe diverse sfumature. Si configurò difatti una corrente pneumatologica che, pur escludendo qualsiasi ruolo causativo del Figlio nell'origine ipostatica dello Spirito, ammetteva una possibile interpretazione ortodossa del Filioque come espressione dell'effusione o manifestazione eterna – e non solo nell'economia della salvezza – dello Spirito per mezzo del Figlio o dal Figlio; può essere considerata una posizione di compromesso tra i due estremi del monopatrismo foziano e del Filioque occidentale. Essa è la linea tenuta da Gregorio II di Costantinopoli, patriarca dal 1283 al 1289 e autore della dichiarazione adottata dal concilio orientale di Blacherne del 1285, e Gregorio Palamas, monaco atonita, patriarca di Tessalonica e pilastro della fede ortodossa e dell'esicasmo (1296–1359). In particolare, per il patriarca di Costantinopoli il Figlio manifesta eternamente lo Spirito Santo, causato solo dal Padre, così come i raggi del sole manifestano la luce, che però è causata solo dal sole; questa fu la dottrina del sinodo orientale del 1285 da lui tenuto, ove vi fu anche la condanna sia del Concilio di Lione (1274) che di Giovanni XI Bekkos, Costantino Meliteniota e Giorgio Metochita. Va sottolineato, inoltre, che Gregorio di Cipro professava una concomitanza/immanenza tra le due processioni del Figlio e dello Spirito Santo, una pericoresi tra generazione e processione. Una dottrina della processione affine è quella rappresentata dal contributo di Niceforo Blemmida (1197–1272), per il quale il Padre è considerato, in linea con la tradizione greca, unica causa tanto del Figlio quanto dello Spirito Santo, ma in quanto Questi è anche Spirito del Figlio oltre che del Padre, non procede che dal Padre per mezzo del Figlio; la sua posizione può essere considerata la più tipica in tema di una linea intermedia tra il monopatrismo foziano e il filioquismo latino; questa linea perdurerà anche tra i grandi teologi orientali successivi, pur nel contesto della monarchia del Padre. Questa posizione di compromesso, volendo abbracciare ambedue le tradizioni, è oggi, in clima ecumenico, vista con particolare favore, specialmente da parte cattolica. Per Gregorio Palamas (1296–Tessalonica, 1359), uno dei tre tradizionali pilastri dell'ortodossia orientale per la monarchia del Padre e la difesa dell'esicasmo, la formula ἐκ τοῦ Υἱοῦ ("dal Figlio") è accettabile tanto quanto διὰ τοῦ Υἱοῦ ("attraverso il Figlio") se intesa in senso ortodosso, ovvero in linea con la patristica: le due locuzioni vanne intese, similmente alla dottrina del cipriota, come interdipendenza/compenetrazione tra le due processioni, perché Figlio e Spirito Santo provengono insieme dal Padre (il cui esser causa delle processioni è Suo carattere ipostatico e quindi non condivisibile), sebbene ognuno a modo Loro, accompagnandosi l'Un l'Altro, oppure in senso concettuale, giacché, basandosi in particolare sulla mediazione riconosciuta al Figlio da Gregorio di Nissa, l'esser Padre in Dio presuppone l'esistenza e la generazione dell'Unigenito Figlio, senza prevenire immediatezza (ἀμέσως) e contiguità (προσεχῶς) della processione come della generazione.
Andrebbe osservato che un'impostazione triadologica simile è abbracciata anche dallo stesso Marco Eugenico, metropolita di Efeso, spesso associato alla fazione più rigida in quanto apertamente anti-unionista, partecipante di Firenze per poi divenire il più strenuo oppositore all'unione, nonché dal suo discepolo Gennadio Scolaro (1405-1473), patriarca di Costantinopoli, in quanto teologicamente si rinviene, in alcuni loro testi, una dottrina triadologica che prevede l'accettazione del διὰ τοῦ Υἱοῦ ("attraverso il Figlio") con significato affine a quello palamita nel senso di una interdipendenza tra le due processioni; Marco di Efeso, pur con tutta la sua verve anti-filioquista e rivendicando la tradizione orientale, sulla base dei Padri riconobbe la legittimità del διὰ τοῦ Υἱοῦ nel senso che le processioni sono congiunte e insieme, quindi lo Spirito Santo non procede "dal Figlio" ma "con il Figlio", impostazione condivisa da Gennadio Scolaro, suo allievo e successore ideale, nonostante il suo originale unionismo, nonché simpatia verso l'impianto della scolastica che lo contraddistinse, mantenendosi da buon discepolo del maestro in seno alla tradizione orientale.
È degno di nota Manuele Caleca, nato bizantino ma morto domenicano; non solo fu filioquista, ma anche uno dei nomi più importanti tra gli unionisti e gli anti-palamiti, assieme ai fratelli Cidone.
Un nome importante tra i polemisti dell'epoca, invece, della linea più dura tra gli orientali, è quello di Nilo Cabasila, maestro di Demetrio Cidone, palamita e successore metropolita dello stesso Gregorio Palamas a Tessalonica; per lui, il Filioque non ha ragione in nessun modo, né biblicamente in quanto non menzionato in Gv. 15:26 né formalmente, in quanto non presente in nessun concilio ecumenico.
Un altro importante teologo è Teofane di Nicea (?–1380/1381), palamita, nemico dei fratelli Demetrio e Procoro Cidone. Egli scrisse un Contra Latinos in 4 libri, inedito integralmente, di cui il terzo, di cui è stato pubblicato un estratto, contiene figure geometriche, in particolare cerchi; è stato proposto che i 4 libri siano stati trascritti da quattro scribi distinti nei codici in cui il testo è conservato. Egli accettò, nella sua impostazione geometrica, la monarchia del Padre (punto centrale) con la proposizione del διὰ τοῦ Υἱοῦ (cerchio più interno), ma al contempo la relazione immediata (ἄμεσον) tra Padre e Spirito (cerchio più esterno).
Matteo Blastares, monaco greco bizantino del XIV secolo (†c.1350), oppositore della riconciliazione con Roma e conosciuto principalmente quale autore dei Syntagma Canonum, elaborati al fine di riconciliare legge civile e canonica, nelle sue Refutation of the Errors of the Latins si inserisce lungo la linea, sulla scorta dei più importanti Padri orientali, di una distinzione tra la tradizionale monarchia del Padre orientale, e il risplendere (ἔκλαμψιν) e manifestazione (φανέρωσιν) eterna e nel tempo dello Spirito attraverso il Figlio (διὰ τοῦ Υἱοῦ το Πνεῦμα), richiamando l'analogia del sole, del raggio e della luce; spesso i testi sono attribuiti impropriamente, e inoltre la visione orientale è basata anche su importanti Padri latini come Agostino e Girolamo.

### XV secolo: Il Filioque a Firenze, il Bessarione, Marco Eugenico e Gennadio Scolaro, Giuseppe Briennio

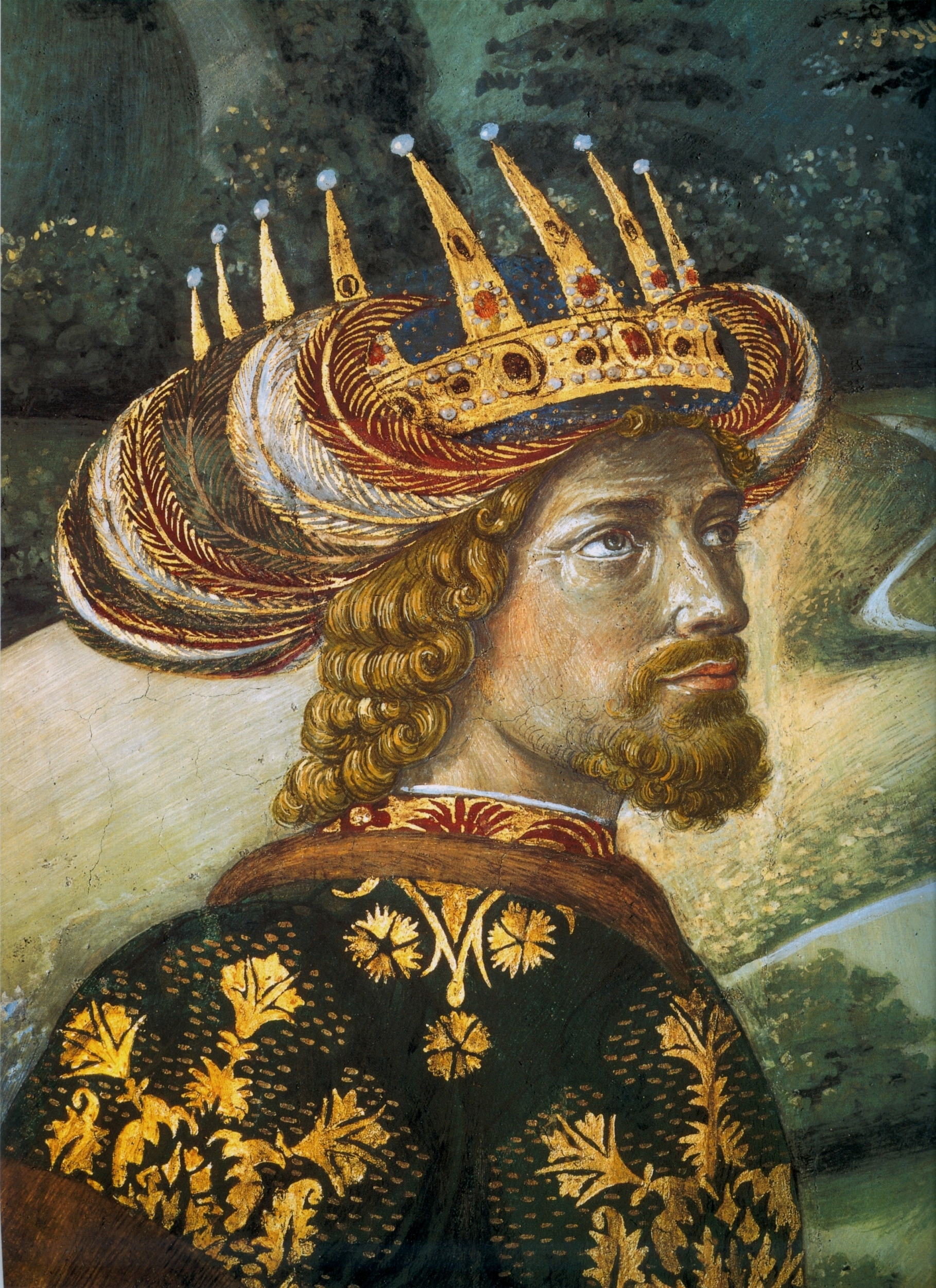
Giovanni VIII Paleologo

Al Concilio tenutosi a Ferrara e a Firenze nel 1438–1439, si ebbe una lunga e accanita discussione teologica tra i più alti rappresentanti della Chiesa cattolica e di quella ortodossa sulla dottrina del Filioque e sull'inserimento dell'espressione nel Simbolo. Da parte ortodossa si ricordano, oltre all'imperatore Giovanni VIII Paleologo (1425–1448), il patriarca Giuseppe II di Costantinopoli, Marco di Efeso, il grande oppositore dell'unione, Gennadio Scolario, il patriarca Isidoro di Kiev, unionista, nonché Bessarione, unionista e personalità di spicco, ma in posizione alla fine filo-latina. Il patriarca Giuseppe morì dopo soli due mesi a Firenze, non riuscendo a prendere parte attiva alle discussioni; i lavori da parte bizantina vennero condotti soprattutto dalla prorompente personalità di Bessarione, che durante i colloqui transitò nella posizione filo-latina, divenendo persino cardinale con Isidoro. Da parte cattolica, oltre allo stesso papa Eugenio IV, unionista per il rafforzamento papale, si segnalano il cardinale Giuliano Cesarini, importante negoziatore, Luigi Pirano e l'arcivescovo Andrea di Pera o Rodi, grandi controversisti contro Bessarione.
Va tenuto in conto che vennero affrontate altre importanti questioni dottrinali, come l'esistenza del Purgatorio, la visione di Dio come egli è (quindi dell'essenza divina e non solo delle operazioni-energie), la natura del pane eucaristico, azzimo o fermentato; nella bolla di unione Laetentur Caeli vennero positivamente accolte tutte le questioni; ma gli anti-unionisti, in seguito, rigettarono, oltre al Filioque, anche il Purgatorio; e infine che la minaccia turca incombeva sull'impero bizantino, il che avrebbe certamente indotto ad un orientamento unionista, sebbene si dibatte in quale misura, considerando non solo il fallimento dell'unione, ma anche l'opposizione orientale successiva a lungo termine.
La discussione fu basata, come di consueto, sulla patristica, quindi sulla fonte comune di Tradizione della Chiesa; in particolare, Massimo il Confessore, visto come il più irenico e quindi il più utile a favore della velleità unionista per la sua importante Lettera a Marino, al punto che lo stesso Eugenico, il più anti-unionista, lo vide come la chiave per un'unione definitiva. I greci negarono che, nel dire che lo Spirito procede dal Padre, escludessero il Figlio. Affermarono di astenersi dal dire che lo Spirito procede dal Padre e dal Figlio perché tale espressione pareva loro indicare una processione come da due principi e due spirazioni. Da parte loro i latini affermarono che nel dire che lo Spirito procede dal Padre e dal Figlio non intendevano negare né che il Padre sia fonte e principio di tutta la deità, cioè del Figlio e dello Spirito Santo, né che sia dal Padre che il Figlio riceve che lo Spirito procede da Lui. Affermarono inoltre di non postulare due principi o due spirazioni, ma di sostenere invece esserci come un solo principio e una sola spirazione dello Spirito Santo, come già formulato a Lione nel 1274. La discussione si concluse con la firma di un accordo che, riguardo alla processione dello Spirito Santo, dichiarava equivalenti la formula latina ἐκ τοῦ Υἱοῦ ("dal Figlio") e quella greca διὰ τοῦ Υἱοῦ ("mediante il Figlio"). E riguardo all'inserimento della clausola Filioque nel Credo, esso fu dichiarato lecito e ragionevole come affermazione della verità in vista dell'imminente necessità al tempo dell'aggiunta. Il Concilio di Firenze, così, vide la consacrazione definitiva della formula dell'unico principio e dell'unica spirazione, e la conseguente risoluzione della controversia da parte occidentale. La formulazione dell'unico principio venne confermata anche nella professione di fede della bolla di unione coi copti.
Una caratteristica peculiare di Firenze è che i greci avrebbero accettato la nozione del Figlio come Αἱτία (causa) dello Spirito Santo proprio come il Padre; un'attribuzione mai avvenuta nella triadologia greca, e ciò non poteva essere non notato dagli anti-unionisti radicati nella cristianità orientale come Marco di Efeso, senza contare che si sarebbe riproposta anche, nonostante la formulazione pacificamente accettata, la questione della dualità di cause dello Spirito Santo di foziana memoria o, al contrario, il pericolo di confusione ipostatica (sabellianesimo) se Padre e Figlio sono un'unica Αἱτία dello Spirito Santo.
Il documento di unione delle Chiese in data 6 luglio 1439 recava le firme del papa, dell'imperatore, dei rappresentanti di tutti i patriarchi orientali con eccezione di quello di Costantinopoli, morto il precedente 10 giugno, e di tutti i vescovi greci presenti con l'unica eccezione di Marco di Efeso (1392–1444), noto anche come Marco Eugenico.
In oriente l'unione incontrò accanita opposizione soprattutto da parte dei monaci, mentre l'imperatore, tornato da Firenze solo il 1º febbraio 1440 e in profondo lutto per la morte della sua sposa, rimaneva inattivo senza mai promulgare il decreto. Una cerimonia di promulgazione si ebbe sotto il suo successore, Costantino XI Paleologo, il 12 dicembre 1452, pochi mesi prima della caduta della città nelle mani degli ottomani il 29 maggio 1453. Ma l'opposizione di Marco Eugenico (1392-1444), metropolita di Efeso, visto come pilastro dell'ortodossia orientale, e del monachesimo d'oriente, tratto distintivo della cristianità orientale con la sua natura prettamente contemplativa, furono sufficienti a stroncare ogni velleità unionista; da lì, le strade saranno definitivamente parallele.
Bessarione, prima monarchico e poi filioquista, al punto da divenire cardinale, passò al filioquismo con una pneumatologia che prevede la causalità esclusiva al Padre in quanto primordiale, principale e non derivata piuttosto che realmente esclusiva, col Figlio che ha causalità dello Spirito derivata dal Padre in quanto generato dal Padre e da Lui ricevente ogni cosa.
Marco Eugenico, considerato il terzo pilastro dell'ortodossia al fianco di Fozio e Palamas, in nome dei Padri greci rigettò veementemente l'interpolazione del Filioque nel Simbolo, rivendicò l'attribuzione della nozione di Αἱτία (che a Firenze fu ascritta anche al Figlio) al solo Padre, scongiurando sia la dualità dei principi dello Spirito Santo che la loro confusione ipostatica se una proprietà ipostatica è condivisa con un'altra ipostasi, e accettò il διὰ τοῦ Υἱοῦ nel senso di una processione dello Spirito Santo "con il Figlio".
Il suo discepolo, Gennadio Scolaro, che può essere considerato l'ultimo grande controversista del Filioque in età bizantina, grande appassionato e traduttore di testi della scolastica, specialmente di Tommaso d'Aquino, inizialmente discreto nella controversia quando era in vita il maestro, alla sua morte ne divenne erede ideale, sostenendo la monarchia del Padre contro le decisioni conciliari fiorentine, e la processione dello Spirito Santo "con il Figlio".
Un teologo profondamente innovatore del periodo a proposito della controversia del Filioque fu Giuseppe Briennio (~1350-~1439). Monaco erudito bizantino presso il monastero di Stoudios, a Creta e Cipro, osteggiò il Filioque, inserendosi pienamente nell'alveo della tradizione monarchica orientale. Secondo Basil Lourié, Briennio sarebbe stato erede teologico di Ieroteo di Atene, ieromonaco vissuto nel XIII secolo, ad aver avviato o accelerato l'utilizzo della geometria nel dibattito sul Filioque da parte bizantina; sebbene quasi sconosciuto, possibilmente per una rimozione deliberata dagli annali della teologia bizantina a causa di una concezione allora fin troppo progressista, la sua identità sarebbe circolata dietro un nome venerabile e prestigioso nel contesto di una pseudepigrafia in cui è mostrato peraltro come maestro leggendario del già pseudo-Dionigi Aeropagita. Ieroteo non lasciò opere scritte, ma Briennio se ne sarebbe fatto portavoce, incarnandone l'eredità. L'impostazione trinitaria di Ieroteo fu unica, ponendo particolare enfasi sulla natura dinamica e paradossale della Trinità. Attraverso la geometria e sul presupposto, rinvenuto nei Cappadoci, secondo cui in Dio c'è solo un ordine economico e non immanente, ma anche sulla base di testi probabilmente pseudepigrafi di Massimo il Confessore (Theōrēma), Ieroteo elaborò una triadologia con logica paraconsistente incentrata su sei coppie delle relazioni trinitarie pseudo-ordinate prive di subordinazionismo e rette solo da un principio: la monarchia del Padre. Le sei coppie, in forma esagonale, rappresentano tutte le combinazioni possibili di relazioni trinitarie interconnesse, senza subordinazionismo né gerarchia. In questo contesto, provando a superare i limiti numerici e teologici tradizionali, tutte le ipostasi, relazioni e processioni sono ammesse e connesse simmetricamente, pur escludendosi l'una con l'altra simultaneamente. Pertanto, il Padre solo è causa del Figlio e dello Spirito, ma le due processioni si intersecano, senza che vi sia altra causa oltre il Padre. Teoricamente, nello schema a sei coppie, accanto a un Filioque potrebbe essere invocato uno Spirituque, talora ammesso, ma che la tradizione cristiana e Blemmida escludono. Lo schema triadologico di Ieroteo ha lo scopo di illustrare relazioni simmetriche tra tutte le ipostasi divine, quindi anche tra il Figlio e lo Spirito Santo, senza una causalità dell'Uno sull'Altro. Briennio, basandosi sull'impostazione geometrica di Ieroteo e su una compenetrazione (pericoresi) di tutti gli elementi, ipostasi, relazioni e persone, sviluppò un diagramma con un triangolo centrale bulboso, i cui angoli sono alternativamente un inizio, un centro e una fine per due volte, in un’ontologia perfettamente simmetrica.

### Sinodi orientali di condanna
Diversi sono i sinodi orientali di condanna del filioquismo latino. Il primo fu il già citato sinodo orientale di Blachernae del 1285, tenuto dal patriarca di Costantinopoli Gregorio di Cipro, ove si stabilì, comunque, accanto al monopatrismo, la dottrina di una manifestazione immanente e non solo economica dello Spirito Santo per mezzo del Figlio tramite l'analogia del sole, la cui luce si manifesta tramite i raggi solari, nonché la condanna aperta dei più importanti unionisti del periodo, Giovanni XI Bekkos, Costantino Meliteniota e Giorgio Metochita.
Sotto la dominazione turca (e per insistenza turca), un sinodo tenuto a Costantinopoli sotto il patriarca Samuele I nel 1484 sconfessò e condannò il Concilio di Firenze, rigettò ufficialmente l'unione delle Chiese, dispose un documento di "accoglienza" in sequenza di domanda/risposta per il rientro degli "eretici" e anatemizzò gli occidentali, come accaduto nel sinodo del 1285.
Il successivo sinodo del 1583, sempre a Costantinopoli, ebbe toni altrettanto duri con il suo σιγίλλιον (documento bizantino contraddistinto da un sigillo), anche se sulla sua autenticità sono stati espressi dubbi, in particolare a causa di un'interpolazione dell'anatema verso il calendario gregoriano; sembrerebbe che la sua composizione, avvenuta ad opera di un monaco atonita nel 1858, Iakovos, sia piuttosto il compendio di più decisioni sinodali, col tomo anatemico datato al 1616 di Cirillo Lucaris, patriarca di Alessandria, a fungere da corpus di base.
Il concilio di Gerusalemme (1672), tenuto dal patriarca Dositeo, invece, riaffermò semplicemente la processione dello Spirito Santo dal solo Padre senza anatemi, dunque senza una condanna esplicita.

## Attuale inclusione nel Credo
Attualmente, il Filioque fa parte del Credo recitato nelle liturgie della Chiesa latina dovunque non si adopera la lingua greca. Nelle Chiese cattoliche orientali generalmente non viene incluso. La Santa Sede incoraggia quelle che avevano introdotto il Filioque a "ritornare alle proprie radici", che non significa negare la dottrina di cui il Filioque è espressione.
Le altre Chiese cristiane orientali, sia quelle di tradizione bizantina sia le Chiese ortodosse orientali sia la Chiesa assira d'Oriente, non adoperano il Filioque. Quella armena però non parla affatto della processione dello Spirito Santo nella sua versione del Simbolo niceno-costantinopolitano, ma ci inserisce molte altre frasi: "Crediamo anche nello Spirito Santo, l'increato e perfetto, che ha parlato nella Legge e nei Profeti e nei Vangeli, che discese sul Giordano, predicò negli apostoli e dimorò nei santi". Tutte le Chiese ortodosse orientali, e non solo quella armena, conservano la forma originale plurale dei verbi "Crediamo", "Confessiamo", "Aspettiamo", senza modificarli in "Credo", "Confesso", "Aspetto", come fanno le Chiese calcedoniane sia ortodossa che cattolica.
Le Chiese della Riforma protestante e affini generalmente includono il Filioque nella recita del Credo.
La Chiesa anglicana include il Filioque nel Credo, ma ne permette l'omissione "in occasioni ecumeniche appropriate". Le Conferenze Lambeth decennali di tutti i primati anglicani tenute nel 1978 e nel 1988 raccomandarono alle singole Chiese anglicane di omettere il Filioque. Quelle del 1998 e del 2008 non ne hanno parlato.
Nel 1875, i vetero-cattolici accettarono la posizione della Chiesa ortodossa, negando che lo Spirito Santo proceda dal Figlio.

## Sviluppi recenti e orientamento sulla questione
Il teologo ortodosso Anthony Edward Siecienski osserva che, nei decenni a cavallo tra XX e XXI secolo, si notano significativi passi verso una situazione in cui il Filioque non sia più un ostacolo alla piena comunione fra le Chiese cattolica e ortodossa. Nello stesso libro che riporta queste affermazioni di Siecienski, Steven R. Harmon menziona inoltre lo spazio dedicato in un simposio vaticano del 1982 a tale idea di omettere il Filioque, come hanno concretamente fatto alcuni papi recenti nella recita in greco, e il fatto che per i cattolici latini in Grecia il testo del Simbolo niceno-costantinopolitano in greco è identico a quello degli ortodossi greci.

Ma è nell'ultimo decennio del secondo millennio che la controversia del Filioque comincia ad essere affrontata, in clima ecumenico, con un dialogo più costruttivo che in passato. Il Pontificio consiglio per la promozione dell'unità dei cristiani pubblicò nel 1995 una chiarificazione, in forma documentale, nota come il documento Le tradizioni greca e latina riguardo alla processione dello Spirito Santo, generalmente ben accolto in ambienti ortodossi, che forniva chiarimenti della posizione cattolica e ne spiegava il contesto. Il documento è fondamentale perché rappresenta la base da cui partire per il dialogo ecumenico sul tema nel terzo millennio. Nella chiarificazione, è detto che le due tradizioni concordano nel ritenere il Padre quale "unica causa trinitaria (αἰτία) o principio (principium) del Figlio e dello Spirito Santo", e si riconosce l'esclusività del termine ἐκπόρευσις nelle relazioni d'origine col Padre in quanto principio senza principio. Inoltre, viene enfatizzata una pericoresi tra le processioni trinitarie, con lo Spirito Santo che trae origine da Dio Padre per processione mentre il Padre genera il Figlio.
"Il Padre genera il Figlio soltanto spirando (in greco προβάλλειν) per mezzo di lui lo Spirito Santo, e il Figlio è generato dal Padre soltanto nella misura in cui la spirazione (in greco προβολή) passa attraverso di lui. Il Padre è Padre del Figlio unigenito soltanto essendo per lui e per mezzo di lui l'origine dello Spirito Santo". 
Quindi, lo Spirito Santo è visto come principio di unità trinitario tra Padre e Figlio, che sono Padre e Figlio nello Spirito Santo. Quindi, il principio fondamentale seguito dalla chiarificazione è, seguendo Massimo il Confessore, l'unità essenziale tra le Persone Divine, nella quale si relazionano.
"Allo stesso modo, anche se nell'ordine trinitario lo Spirito Santo è consecutivo alla relazione tra il Padre e il Figlio poiché esso trae la sua origine dal Padre in quanto quest'ultimo è Padre del Figlio unigenito, tale relazione tra il Padre e il Figlio raggiunge essa stessa la sua perfezione trinitaria nello Spirito. Allo stesso modo che il Padre è caratterizzato come Padre dal Figlio che egli genera, lo Spirito, traendo la sua origine dal Padre, lo caratterizza in modo trinitario nella sua relazione al Figlio e caratterizza in modo trinitario il Figlio nella sua relazione al Padre: nella pienezza del mistero trinitario essi sono Padre e Figlio nello Spirito Santo".
Tuttavia, l'importante teologo ortodosso Jean-Claude Larchet replicò alla chiarificazione del 1995 molto duramente, con una contestazione suddivisa in due parti digitalmente. Tra le sue osservazioni principali, che la chiarificazione esprimesse Dio Padre come unico principio del Figlio e dello Spirito Santo, può implicare in modo sottaciuto la causa secondaria e mediata del Figlio nei riguardi dello Spirito secondo la tradizione occidentale agostiniana e filioquista (tramite il principaliter di Agostino), e inoltre che si privilegia fin troppo la relazione Padre-Figlio a discapito di quella con lo Spirito Santo, visto come appendice del rapporto Padre-Figlio e privo di una precisa caratterizzazione della Sua personalità distinta. Tra l'altro, l'obiezione fu anche occasione, per il teologo, per rivendicare l'altra principale dottrina con cui l'ortodossia orientale diverge teologia cattolica, quella della distinzione essenza-energia in Dio.
Poi, nel 2003, una Dichiarazione congiunta di teologi cattolici e ortodossi degli Stati Uniti, oltre a ripetere che con il Filioque i cattolici non intendono la ἐκπόρευσις dello Spirito uscito dal Padre fonte unica della Trinità, ma la sua προϊέναι (processio) nella comunione consostanziale del Padre e del Figlio, domandò se la Chiesa ortodossa non potesse accettare la legittimità di tale interpretazione della processio e se la Chiesa cattolica non potesse accettare di omettere il Filioque dalla recita del Credo.
Nell'Encyclopedia of Eastern Orthodox Christianity Marcus Plested osserva che i teologi ortodossi, mentre si oppongono unanimemente all'inclusione del Filioque nel Simbolo niceno-costantinopolitano, hanno scoperto possibili maniere di riavvicinamento in materia di dottrina e di fraseologia.
Già Sergej Nikolaevič Bulgakov (1871–1944) dichiarò che il Filioque non deve essere considerato né un dogma, né una eresia, ma un "theologoumenon", ovvero un'ammissibile opinione teologica. Sia Karl Barth che Yves Congar affermano che questa opinione è condivisa dalla maggioranza dei teologi ortodossi. Tuttavia, da parte cattolica, il Filioque, proclamato a più riprese in sede di concilio ecumenico, in particolare a Lione (1274) e a Firenze (1439), ha senza dubbio il carattere dell'infallibilità in quanto dogma in materia di fede sancito in ambito conciliare secondo il Magistero della Chiesa Cattolica, oltre ad essere sempre stato pacificamente presente nella tradizione cristiana occidentale ecclesiastica sin da Toledo o da Cividale del Friuli, nonché nel Magistero ordinario.
Non tutti i teologi ortodossi sono di questo avviso. Oltre alle numerose "colombe" ci sono anche – osserva il vescovo ortodosso Kallistos (Timothy) Ware – i "falchi", per i quali il Filioque è eresia. Uno dei più prominenti di questi è stato Vladimir Nikolaevič Losskij (1903–1958), il quale nel Filioque vedeva la radice di tutta la problematica dogmatica delle relazioni fra Oriente e Occidente e dichiarò che la questione della processione dello Spirito Santo è l'unica ragione dogmatica per la separazione fra l'Oriente e l'Occidente; gli altri dissensi dottrinali non ne erano che la conseguenza. Altro nome importante tra gli ortodossi più conservatori è lo stesso Jean-Claude Larchet, la cui contestazione alla chiarificazione del 1995 appare della linea più dura.
Dal punto di vista strettamente teologico, nel clima ecumenico odierno, l'orientamento sulla controversia verte su soluzioni di compromesso che cercano di salvaguardare sia la tradizione monarchica orientale che filioquista occidentale. Ad esempio, si è suggerita una distinzione tra l'esistenza ipostatica dello Spirito Santo dal solo Padre e una processione sostanziale dal Padre e dal Figlio. Da parte cattolica, vi sono diverse proposte risolutive. In particolare, è stata proposta una soluzione basata sulla pericoresi tra le due processioni del Figlio e dello Spirito Santo, analoga a quella tra le Tre Persone Divine: in tal contesto, è escluso un ruolo causale del Figlio nella processione dello Spirito Santo, conservando sia la monarchia di Dio Padre quale fonte, causa e origine della Trinità sulla base della teologia trinitaria di Gregorio di Nazianzo, ma anche, riconoscendo una mediazione causale di Dio Figlio sulla scia degli altri due Padri Cappadoci, Gregorio di Nissa e Basilio Magno, e di quella teologia trinitaria bizantina di compromesso facente capo a Niceforo Blemmida, al patriarca Gregorio di Cipro o allo stesso Gregorio Palamas, il filioquismo cattolico con una concomitanza/immanenza simmetrica tra generazione del Figlio e processione dello Spirito, visto come testimone dell'Amore tra Padre e Figlio, in quanto il Padre genera il Figlio spirando lo Spirito Santo e viceversa. Si segnala poi la proposta di Giulio Maspero, importante teologo cattolico, su di un coinvolgimento non causale, ma attivo, relazionale e circolare del Figlio nella processione dello Spirito Santo, basato su un approccio olistico alla patristica, per cui lo Spirito Santo, spirato dal Padre alla generazione del Figlio, è consegnato a Dio Figlio come Dono, Gloria e Regno del Padre, per venire riconsegnato dal Figlio stesso a Dio Padre anche come Spirito, Dono, Gloria e Regno del Figlio, in quanto Questi è perfetta Immagine del Padre.
Una dichiarazione congiunta tra luterani e ortodossi del 2024 auspica alla convergenza di tutta la cristianità, suggerendo per tutti la comune fede universale nella Trinità decretata in Nicea (325) e Costantinopoli (381) senza l'interpolazione successiva del Filioque, e inoltre, dal punto di vista teologico, una soluzione all'annosa questione per mezzo della formula del διὰ τοῦ Υἱοῦ (“attraverso il Figlio”).